# 大洋镇 (桂平市)
大洋镇，是中华人民共和国广西壮族自治区贵港市桂平市下辖的一个乡镇级行政单位。

## 行政区划
大洋镇下辖以下地区：
大洋村、寻欧村、竹塘村、双罗村、大莫村、新和村、里旺村、鹿旺村、蕉树村、下村、周实村、义江村、石步村、什字村和石江村。